# Glimåkra
Glimåkra är en tätort i Östra Göinge kommun i Skåne län.

## Historia
Glimåkra var och är kyrkbyn i Glimåkra socken och ingick efter kommunreformen 1862 i Glimåkra landskommun. Orten blev stationssamhälle vid Kristianstad–Immelns järnväg (KIJ), vilken 1886 förlängdes till Glimåkra. 1906 övertogs KIJ av Kristianstad–Hässleholms Järnvägar (CHJ), vilken förlängde banan från Glimåkra till Älmhult. För orten inrättads i landskommunen 24 november 1928 Glimåkra municipalsamhälle, vilket upplöstes 31 december 1959. Persontrafiken på järnvägslinjen Kristianstad–Glimåkra–Älmhult lades ned 1969, medan godstrafik Kristianstad–Glimåkra fanns kvar till 1978. 

### Befolkningsutveckling
| Befolkningsutvecklingen i Glimåkra 1960–2020 | Befolkningsutvecklingen i Glimåkra 1960–2020 | Befolkningsutvecklingen i Glimåkra 1960–2020 | Befolkningsutvecklingen i Glimåkra 1960–2020 | Befolkningsutvecklingen i Glimåkra 1960–2020 |
| -------------------------------------------- | -------------------------------------------- | -------------------------------------------- | -------------------------------------------- | -------------------------------------------- |
|                                              |                                              |                                              |                                              |                                              |
| År                                           |                                              |                                              | Folkmängd                                    | Areal (ha)                                   |
| 1960                                         | 1960                                         |                                              | 1 189                                        |                                              |
| 1965                                         | 1965                                         |                                              | 1 386                                        |                                              |
| 1970                                         | 1970                                         |                                              | 1 527                                        |                                              |
| 1975                                         | 1975                                         |                                              | 1 565                                        |                                              |
| 1980                                         | 1980                                         |                                              | 1 598                                        |                                              |
| 1990                                         | 1990                                         |                                              | 1 578                                        | 186                                          |
| 1995                                         | 1995                                         |                                              | 1 553                                        | 186                                          |
| 2000                                         | 2000                                         |                                              | 1 471                                        | 186                                          |
| 2005                                         | 2005                                         |                                              | 1 483                                        | 185                                          |
| 2010                                         | 2010                                         |                                              | 1 383                                        | 186                                          |
| 2015                                         | 2015                                         |                                              | 1 466                                        | 213                                          |
| 2020                                         | 2020                                         |                                              | 1 550                                        | 208                                          |
|                                              |                                              |                                              |                                              |                                              |

## Näringsliv
Glimma glasbruk startades 1918 och lades ner 1969.
Glimek som tillverkar deghanteringsutrustning grundades i Glimåkra 1948.
Glimåkra Vävstolsfabrik grundades 1950 och tillverkade vävstolar i sin fabrik i Glimåkra fram till 1999 då företaget förvärvades av Gunnar Anderssons Vävskedsfabrik AB (GAV) i Oxberg dit tillverkningen flyttades samma år.

### Bankkontor
Glimåkra sparbank grundades år 1867 och uppgick år 2008 i Sparbanken Göinge, som alltjämt har kontor i Glimåkra.
År 1919 öppnade Industribanken kontor i Glimåkra. Denna bank uppgick snart i Nordiska Handelsbanken. När denna bank delades upp övertogs kontoret i Glimåkra av Sydsvenska banken. Skånska banken fanns kvar i Glimåkra tills den togs över av Handelsbanken som lade ner kontoret under år 1999.

## Se även

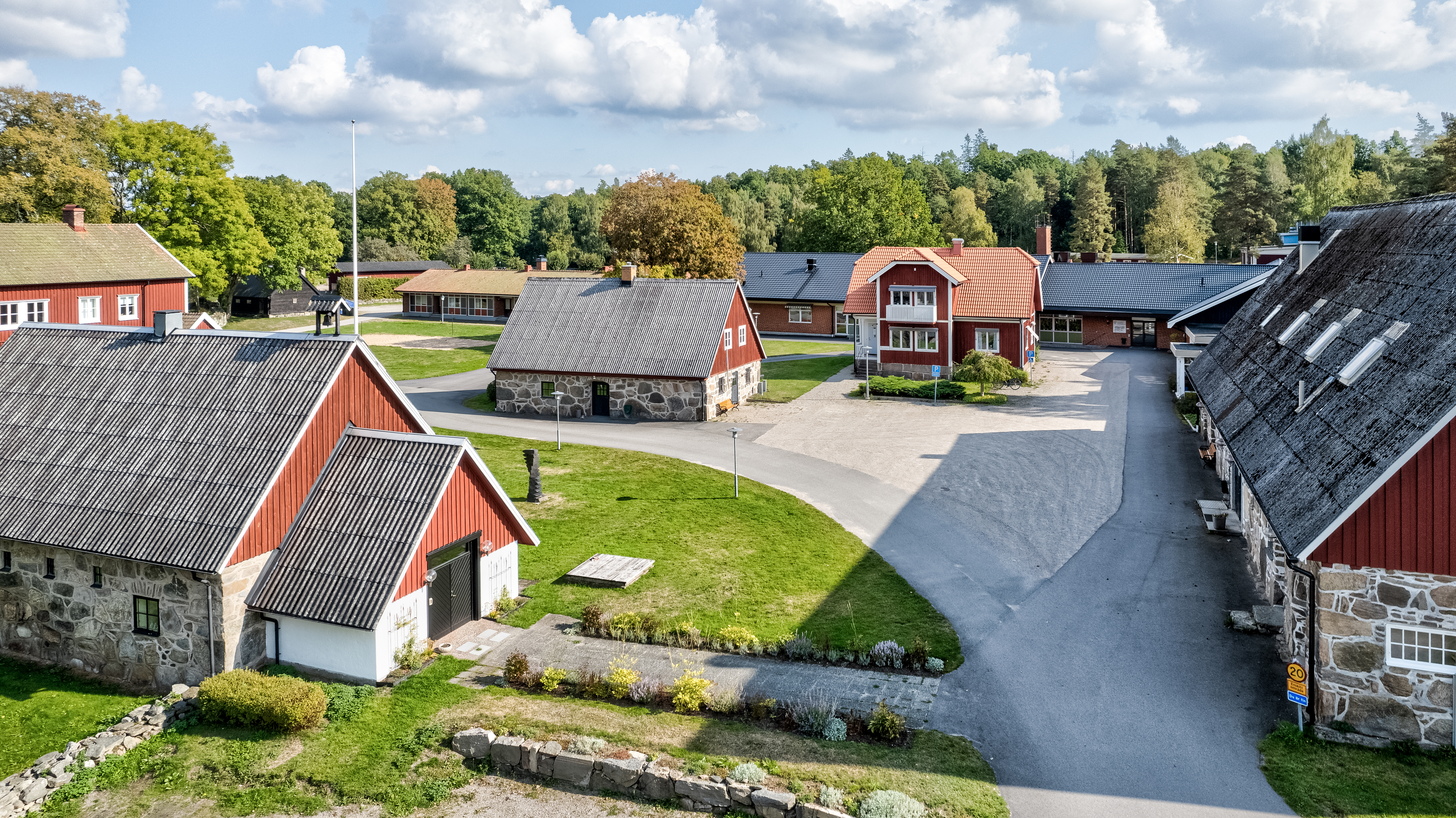
Glimåkra folkhögskola